# ظن (خلق)
الظن من المصطلحات القرآنية حيث ورد لفظ «الظن» في القرآن نحو ستين مرة بين اسمٍ وفعل، فالاسم كقوله تعالى:﴿إن يتبعون إلا الظن﴾ والفعل كقوله تعالى﴿الذين يظنون أنهم ملاقو ربهم﴾، والظن خلاف اليقين، وقد يستعمل بمعنى: اليقين، كقوله تعالى: ﴿الذين يظنون أنهم ملاقو ربهم﴾ قال القرطبي: والظن هنا في قول الجمهور بمعنى اليقين. وللظن في القرآن والسنة عدة معانٍ تختلف باختلاف السياق الذي ورد فيه.

## تعريف الظن

### لغة
قال ابن فارس: (ظن) الظاء والنون أصيل صحيح يدل على معنيين مختلفين: يقين وشك. فأما اليقين فقول القائل: ظننت ظنا، أي أيقنت. قال الله تعالى: ﴿قال الذين يظنون أنهم ملاقو الله﴾أراد، والله أعلم، يوقنون. والعرب تقول ذلك وتعرفه. قال شاعرهم:
أراد: أيقنوا. وهو في القرآن كثير.
وقال الجرجاني: الظن استعمل في معنى الشك: وهو التردد بين النقيضين بلا ترجيح لأحدهما على الآخر عند الشاك.
وقال ابن منظور: الظن شك ويقين، إلا أنه ليس بيقين عيان، إنما هو يقين تدبر.
وقال الزبيدي: الظن هو التردد الراجح بين طرفي الاعتقاد الغير الجازم. ونقل عن المناوي أنه قال: الظن الاعتقاد الراجح مع احتمال النقيض ويستعمل في اليقين والشك.

### اصطلاحا
قال الراغب: الظن اسم لما يحصل عن أمارة، ومتى قويت أدت إلى العلم، ومتى ضعفت جدا لم يتجاوز حد التوهم 

## الفرق بين الظن والشك
قال أبو هلال العسكري: الشك: خلاف اليقين. وأصله اضطراب النفس، ثم استعمل في التردد بين الشيئين سواء استوى طرفاه، أو ترجح أحدهما على الآخر قال تعالى: «فإن كنت في شك مما أنزلنا إليك». أي غير مستيقن. وقال الاصوليون: هو تردد الذهن بين أمرين على حد سواء.قالوا: التردد بين الطرفين إن كان على السواء فهو الشك، وإلا فالراجح ظن: والمرجوح وهم.

## معاني الظن في القرآن
قال ابن الجوزي: وَذكر أهل التَّفْسِير أَن الظَّن فِي الْقُرْآن على خَمْسَة أوجه:
- أَحدهَا: الشَّك. وَمِنْه قَوْله تَعَالَى فِي الْبَقَرَة: ﴿إِن هم إِلَّا يظنون﴾.
- وَالثَّانِي: الْيَقِين. وَمِنْه قَوْله تَعَالَى فِي الْبَقَرَة: ﴿الَّذين يظنون أَنهم ملاقوا رَبهم﴾ وَفِي سُورَة الحاقة: ﴿إِنِّي ظَنَنْت أَنِّي ملاق حسابيه﴾.
- وَالثَّالِث: التُّهْمَة. وَمِنْه قَوْله تَعَالَى: فِي التكوير:﴿وَمَا هُوَ على الْغَيْب بظنين﴾ ، أَي بمتهم.
- وَالرَّابِع: الحسبان. وَمِنْه قَوْله تَعَالَى فِي الانشقاق: ﴿إِنَّه ظن أَن لن يحور﴾، أَي: حسب.
- وَالْخَامِس: الكذب. وَمِنْه قَوْله تَعَالَى فِي النَّجْم:﴿إِن يتبعُون إِلَّا الظَّن وَإِن الظَّن لَا يُغني من الْحق شَيْئا﴾، قَالَه الْفراء.[7]

## الظن المحمود والظن المذموم
ورد الظن في القرآن بمعانٍ عدة، ويمكن تقسيمها إجمالًا إلى قسمين هما: الظن المحمود والظن المذموم، كما قال القرطبي: الظن في الشريعة قسمان: محمود ومذموم، فالمحمود منه ما سلم معه دين الظان والمظنون به عند بلوغه. والمذموم ضده. قال الزركشي: للفرق بينهما ضابطان في القرآن:
- أحدهما: أنه حيث وجد الظن محمودًا مثابا عليه فهو اليقين، وحيث وجد مذمومًا متوعدًا عليه بالعذاب فهو الشك.
- والثاني: أن كل ظن يتصل به (أن) المخففة فهو شك نحو:﴿بل ظننتم أن لن ينقلب الرسول﴾، وكل ظن يتصل به (أنّ) المشددة فهو يقين كقوله تعالى: ﴿إني ظننت أني ملاق حسابيه﴾، والمعنى في ذلك أن المشددة لتأكيد فدخلت في اليقين، والمخففة بخلافها فدخلت في الشك.[9]، وبهذا يكون الظن يقينا ويكون شكا بحسب السياق، فهو من الأضداد.

## كيف يُعرف الظن المحمود من غيره
قال ابن عاشور: فعلى المسلم أن يكون معياره في تمييز أحد الظنين من الآخر أن يعرضه على ما بينته الشريعة في تضاعيف أحكامها من الكتاب والسنة وما أجمعت عليه علماء الأمة وما أفاده الاجتهاد الصحيح وتتبع مقاصد الشريعة، فمنه ظن يجب اتباعه كالحذر من مكائد العدو في الحرب، وكالظن المستند إلى الدليل الحاصل من دلالة الأدلة الشرعية، فإن أكثر التفريعات الشرعية حاصلة من الظن المستند إلى الأدلة.

## من أحكام الظن
والحكم الشرعي في الظن يعتمد فيه على مضمونه؛ فمن الظن ما يجب اتباعه كحسن الظن بالله تعالى، ومنه ما يحرم كالظن في الإلهيات والنبوات، وظن السوء بالمؤمنين، ومنه ما يباح كالظن في الأمور المعاشية.ولا إثم في ظن لا يتكلم به، (وإنما الإثم فيما يتكلم به).قال الجصاص: فالظن على أربعة أضرب: محظور ومأمور به ومندوب إليه ومباح فأما الظن المحظور فهو سوء الظن بالله - تعالى عن جابر قال: سمعت رسول الله قبل موته بثلاث يقول: (لا يموتن أحدكم إلا وهو يحسن الظن بالله عز وجل). وقال رسول الله يقول الله: أنا عند ظن عبدي بي فليظن بي ما شاء...وقال رسول الله: إياكم والظن فإن الظن أكذب الحديث فهذا من الظن المحظور، وهو ظنه بالمسلم سوءا من غير سبب يوجبه، وأما الظن المباح فالشكاك في الصلاة أمره النبي صلى الله عليه وسلم بالتحري والعمل على ما يغلب في ظنه، فلو غلب ظنه كان مباحا، وإن عدل عنه إلى البناء على اليقين كان جائزا.
وقد أمر الله تعالى باجتناب الكثير من الظن لما يؤدي إليه من أثم، فقال تعالى: ﴿يَا أَيُّهَا الَّذِينَ آمَنُوا اجْتَنِبُوا كَثِيرًا مِّنَ الظَّنِّ إِنَّ بَعْضَ الظَّنِّ إِثْمٌ وَلا تَجَسَّسُوا وَلا يَغْتَب بَّعْضُكُم بَعْضًا أَيُحِبُّ أَحَدُكُمْ أَن يَأْكُلَ لَحْمَ أَخِيهِ مَيْتًا فَكَرِهْتُمُوهُ وَاتَّقُوا اللَّهَ إِنَّ اللَّهَ تَوَّابٌ رَّحِيمٌ﴾، ومما قاله المفسرون في هذه الآية:
- (اجتنبوا كثيرا من الظن) ولم يقل: الظن كله، إذ كان قد أذن للمؤمنين أن يظن بعضهم ببعض الخير، فقال: ﴿لولا إذ سمعتموه ظن المؤمنون والمؤمنات بأنفسهم خيرا وقالوا هذا إفك مبين﴾، فأذن الله - جل ثناؤه - للمؤمنين أن يظن بعضهم ببعض الخير وأن يقولوه، وإن لم يكونوا من قيله فيهم على يقين .[13] ، وكذلك قال (كثيراً): قال ابن عاشور: ولما جاء الأمر في هذه الآية باجتناب كثير من الظن علمنا أن الظنون الآثمة غير قليلة، فوجب التمحيص والفحص لتمييز الظن الباطل من الظن الصادق .[14]
- قال سفيان الثوري: الظن ظنان: أحدهما إثم، وهو أن تظن وتتكلم به، والآخر ليس بإثم وهو أن تظن ولا تتكلم .[15]
- وقال القرطبي: أي: لا تظنوا بأهل الخير سوءا إن كنتم تعلمون من ظاهر أمرهم الخير .[16] وقال أيضاً: وأكثر العلماء على أن الظن القبيح بمن ظاهره الخير لا يجوز، وأنه لا حرج في الظن القبيح بمن ظاهره القبيح، قاله المهدوي .[17]
- متى يجب اجتناب الظن ؟ قال القرطبي: والذي يميز الظنون التي يجب اجتنابها عما سواها، أن كل ما لم تعرف له أمارة صحيحة وسبب ظاهر كان حراما واجب الاجتناب . وذلك إذا كان المظنون به ممن شوهد منه الستر والصلاح، وأونست منه الأمانة في الظاهر، فظن الفساد به والخيانة محرم، بخلاف من اشتهره الناس بتعاطي الريب والمجاهرة بالخبائث .[18]
- كيف يجتنب الظن ؟قال ابن عاشور: ومعنى الأمر باجتناب كثير من الظن الأمر بتعاطي وسائل اجتنابه فإن الظن يحصل في خاطر الإنسان اضطرارا عن غير اختيار، فلا يعقل التكليف باجتنابه وإنما يراد الأمر بالتثبت فيه وتمحيصه والتشكك في صدقه إلى أن يتبين موجبه بدون تردد أو برجحان أو يتبين كذبه فتكذب نفسك فيما حدثتك .وهذا التحذير يراد منه مقاومة الظنون السيئة بما هو معيارها من الأمارات الصحيحة . وفي الحديث: إذا ظننتم فلا تحققوا .[19]
- وهل كل الظن الحسن محمود؟الظن الحسن الذي لا مستند له غير محمود لأنه قد يوقع فيما لا يحمد ضره من اغترار في محل الحذر ومن اقتداء بمن ليس أهلا للتأسي . وقد قال النبي لأم عطية حين مات في بيتها عثمان بن مظعون وقالت: «رحمة الله عليك أبا السايب فشهادتي عليك لقد أكرمك الله» «وما يدريك أن الله أكرمه ؟». فقالت: «يا رسول الله ومن يكرمه الله ؟» فقال: «أما هو فقد جاءه اليقين وإني [ ص: 253 ] أرجو له الخير وإني والله ما أدري وأنا رسول الله ما يفعل بي». فقالت أم عطية: والله لا أزكي بعده أحدا . [19]

## الفرق بين حسن الظن بالله والغرور
قال ابن القيم:
وقد تبين الفرق بين حسن الظن والغرور، وأن حسن الظن إن حمَل على العمل وحث عليه وساعده وساق إليه: فهو صحيح، وإن دعا إلى البطالة والانهماك في المعاصي: فهو غرور، وحسن الظن هو الرجاء، فمن كان رجاؤه جاذباً له على الطاعة زاجراً له عن المعصية: فهو رجاء صحيح، ومن كانت بطالته رجاء ورجاؤه بطالة وتفريطاً: فهو المغرور .

## أحاديث في الظن

### أحاديث صحيحة
- عن أبي هريرة أن النبي قال: (إياكم والظن فإن الظن أكذب الحديث ولا تحسسوا ولا تجسسوا ولا تناجشوا ولا تحاسدوا ولا تباغضوا ولا تدابروا وكونوا عباد الله إخوانا) لفظ البخاري. قال القرطبي: قال علماؤنا : فالظن هنا وفي الآية هو التهمة . ومحل التحذير والنهي إنما هو تهمة لا سبب لها يوجبها، كمن يتهم بالفاحشة أو بشرب الخمر مثلا ولم يظهر عليه ما يقتضي ذلك . ودليل كون الظن هنا بمعنى التهمة قوله تعالى : (ولا تجسسوا)؛ وذلك أنه قد يقع له خاطر التهمة ابتداء ويريد أن يتجسس خبر ذلك ويبحث عنه، ويتبصر ويستمع لتحقيق ما وقع له من تلك التهمة . فنهى النبي - صلى الله عليه وسلم - عن ذلك .[8]قال النَّووي: (المراد: النَّهي عن ظنِّ السَّوء، قال الخطَّابي: هو تحقيق الظَّن وتصديقه دون ما يهجس في النَّفس، فإنَّ ذلك لا يُمْلَك. ومراد الخطَّابي أنَّ المحَرَّم من الظَّن ما يستمر صاحبه عليه، ويستقر في قلبه، دون ما يعرض في القلب ولا يستقر، فإنَّ هذا لا يكلَّف به)[21]
- عن ابن عمر قال: رأيت رسول الله يطوف بالكعبة وهو يقول: (ما أطيبك وأطيب ريحك، ما أعظمك وأعظم حُرْمَتك. والذي نفس محمَّد بيده، لحُرْمَة المؤمن أعظم عند الله حرْمَة منكِ، ماله ودمه، وأن نظنَّ به إلَّا خيرًا)[22]

### أحاديث لا تصح
في الحديث (ثلاث لازمات أمتي الطيرة والحسد وسوء الظن فقال رجل: ما يذهبهن يا رسول الله ممن هن فيه؟ قال: إذا حسدت فاستغفر الله وإذا ظننت فلا تحقق وإذا تطيرت فامض).ضعّفهالألباني

## أقوال العلماء في الظنّ
- عن الحسن: كنا في زمن الظن بالناس فيه حرام، وأنت اليوم في زمن اعمل واسكت وظن في الناس ما شئت.[16]
- عن سعيد بن المسيب قال: كتب إلي بعض إخواني من أصحاب رسول الله أن ضع أمر أخيك على أحسنه ما لم يأتك ما يغلبك، ولا تظنن بكلمة خرجت من امرئ مسلم شرا وأنت تجد لها في الخير محملا، ومن عرض نفسه للتهم فلا يلومن إلا نفسه، ومن كتم سره كانت الخيرة في يده، وما كافيت من عصى الله تعالى فيك بمثل أن تطيع الله تعالى فيه، وعليك بإخوان الصدق فكن في اكتسابهم فإنهم زينة في الرخاء وعدة عند عظيم البلاء ولا تهاون بالحلف فيهينك الله تعالى، ولا تسألن عما لم يكن حتى يكون ولا تضع حديثك إلا عند من تشتهيه، وعليك بالصدق وإن قتلك، واعتزل عدوك واحذر صديقك إلا الأمين ولا أمين إلا من خشي الله تعالى، وشاور في أمرك الذين يخشون ربهم بالغيب.[25]

## وصلات خارجية
- المكتبة الشاملة: نزهة الأعين النواظر في علم الوجوه والنظائر (باب: الظن)
- موقع الإسلام سؤال وجواب : كيف تجتنب ظن السوء بالناس